# Agri Nord
Agri Nord er en Nordjysk landboforening og rådgivningsvirksomhed. Virksomheden rådgiver landmænd indenfor økonomi, jura og en bred vifte af landbrugsfaglige områder såsom planteavl, svineproduktion, kvægproduktion og natur og miljø. Desuden rådgives små og mellemstore erhvervsvirksomheder, som eksempelvis tømrermestre og frisører indenfor økonomi, revision, HR og løn.
Virksomheden har tre afdelinger – i Hobro, Aalborg og Aars. Agri Nord beskæftiger i alt 152 medarbejdere i de tre afdelinger.
Agri Nord er medlem af Landbrug & Fødevarer.

## Historie
Agri Nord er et resultat af flere runder af fusioner mellem en række mindre himmerlandske landboforeninger. I den seneste fusion i 2008 samledes Vesthimmerlands Landboforening med Hobro-Aalborg Landboforening og blev til Agri Nord. Både Vesthimmerlands Landboforening og Hobro-Aalborg Landboforening var i forvejen et resultat af fusioner.
Vesthimmerlands Landboforening blev i 2000 dannet af foreningerne:
- Nibe-Løgstør Landboforening (1870)
- Landboforeningen Vesthimmerland (1907)
- Himmerlands Samvirkende Landboforeninger (1910)
- Års og Omegns Landboforening (1916)
- Farsø og Omegnes Landboforening (1951)

Hobro-Aalborg Landboforening blev dannet i 2005 af:
- Aalborg Amts Landboforening (1844).
- Hobro og Omegns Landboforening (1875).

## Struktur og organisation
Agri Nord ejes af landboforeningens medlemmer. Til årsmøder og på en generalforsamling vælger medlemmerne en bestyrelse, der skal lede foreningen. 
Foreningen har to ben – et politisk og et forretningsmæssigt ben. Til at lede den forretningsmæssige del udpeger foreningen en direktør. Den politiske del tager bestyrelsen sig af med bestyrelsesformanden som det politiske ansigt udadtil.

## Ekstern kilde/henvisning
Agri Nords hjemmeside